# Natura 2000-område nr. 134 Arresø, Ellemose og Lille Lyngby Mose
Natura 2000-område nr. 134: Arresø, Ellemose og Lille Lyngby Mose ligger øst for Frederiksværk på Nordsjælland. Natura 2000-området omfatter Danmarks største sø, Arresø, de to store moseområder Ellemose og Lille Lyngby Mose, samt skovene Arresødal Skov, Auderød Skov og Sonnerup Skov, som alle grænser op til Arresø. Natura 2000-området består af habitatområde nr. H118 og fuglebeskyttelsesområde nr. F106, har et areal på 4.729 hektar, hvoraf Arresø udgør ca. 4.070 ha. Det meste af området er statsejet og er en del af Nationalpark Kongernes Nordsjælland.

## Områdebeskrivelse
Arresø er i dag en næringsrig, men ret lavvandet sø med kun sparsom plantevækst under på bunden. Langs søbredden findes store rørskove og stedvis pilesumpe. Fugle som havørn, fiskeørn og isfugl søger føde i søen, og om vinteren raster stor skallesluger der. I rørskovene yngler rørhøg og rørdrum.
Lille Lyngby Mose der ligger i østenden af søen består overvejende af rigkær, afgræssede enge og enkelte tørvegrave. Mosen er kalkrig på grund af de lag af snegle- og muslingeskaller, der blev aflejret dengang, der var fjord, og som stadig ligger nede i jorden. Den har derfor en speciel og meget artsrig flora, og også den lille skæv vindelsnegl lever her
Lige nord for Arresø ligger Ellemose, som tidligere blev benyttet til græsning, træhugst og tørveskær, men som nu er præget af birke- og ellekrat samt gamle tørvegrave. Nogle af tørvegravene er ynglested for stor kærguldsmed.

## Administration
Natura 2000-området består af Habitatområde nr. H 118
ligger i Gribskov, Halsnæs og Hillerød Kommuner i Vandområdedistrikt II Sjælland i vandplanopland 2.2 Isefjord og Roskilde Fjord

## Fredninger
Området omfatter en del mindre fredede arealer der tilsammen omfatter ca. 2.515 hektar. Indenfor Natura 2000-området udgøres de væsentligste fredninger af Ellemose, Lille Lyngby Mose ved sydsiden af Arresø  og arealer ved Annisse på søens nordøstlige bred.

## Eksterne kilder og henvisninger
1. ↑  "Vandplan 2.2 Isefjord og Roskilde Fjord" (PDF). Arkiveret fra originalen (PDF) 12. august 2018. Hentet 3. marts 2019.
2. ↑  Om Ellemosen på fredninger.dk
3. ↑  Om Lille Lyngby Mose på fredninger.dk
4. ↑  Om fredninger ved Annisse på fredninger.dk

- Kort over området på miljoegis.mim.dk
- Naturplanen Arkiveret 6. marts 2019 hos  Wayback Machine
- Basisanalysen 2016-21 Arkiveret 6. marts 2019 hos  Wayback Machine